# Tribute in Light
Il Tribute in Light è un'installazione artistica in ricordo degli attentati dell'11 settembre 2001. È formata da 88 fari da ricerca, posizionati nei pressi del sito dove sorgeva il World Trade Center, che generano due colonne verticali di luce proiettate verso il cielo, in modo da simulare le Torri Gemelle crollate in seguito agli attacchi aerei. Progettato inizialmente come installazione temporanea dall'11 marzo al 14 aprile 2002 per il primo anniversario della strage, fu riproposto nuovamente nel 2003 e da allora viene regolarmente acceso nella notte dell'11 settembre di ogni anno.

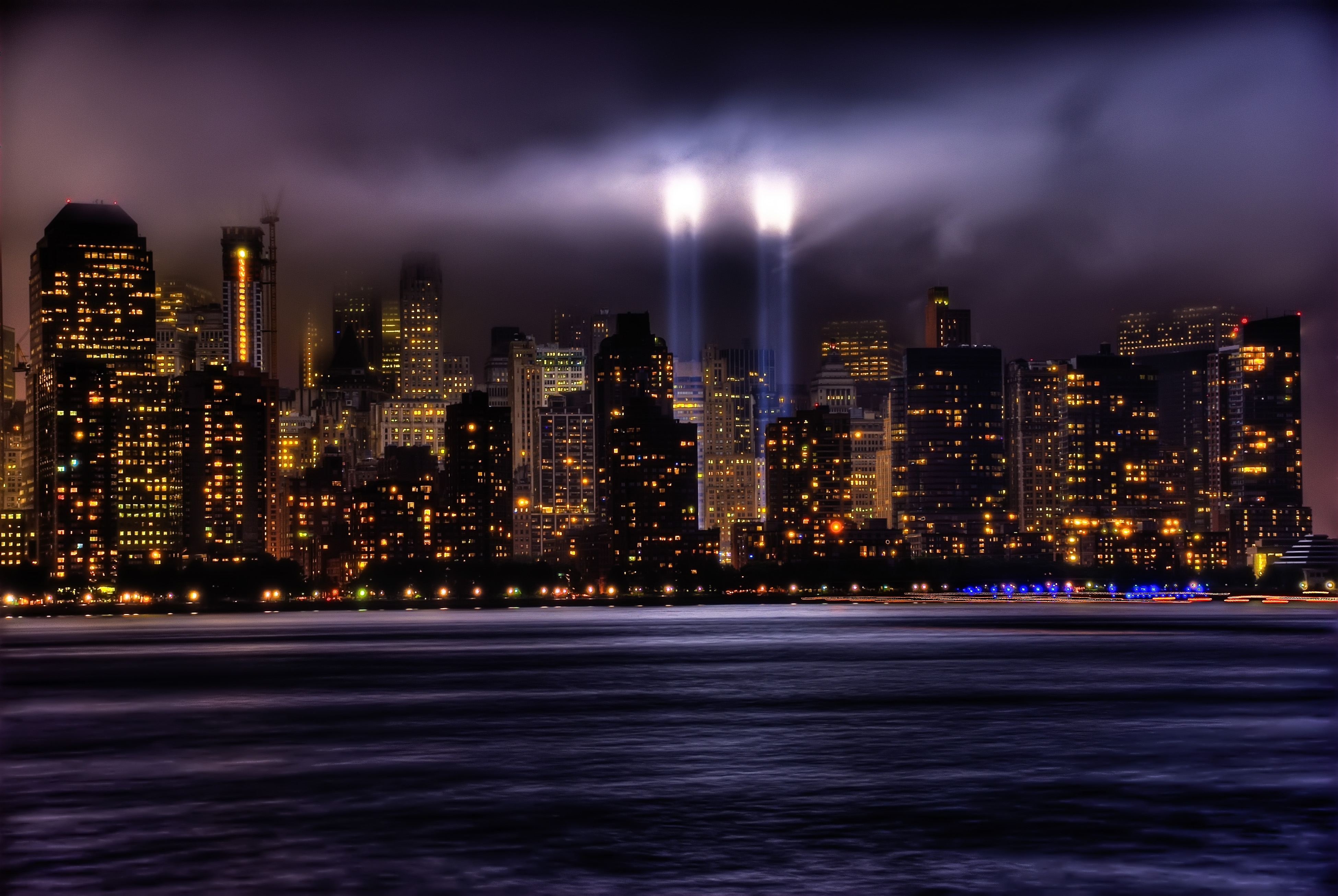
Tribute in Light (11 settembre 2009)

## Sviluppo

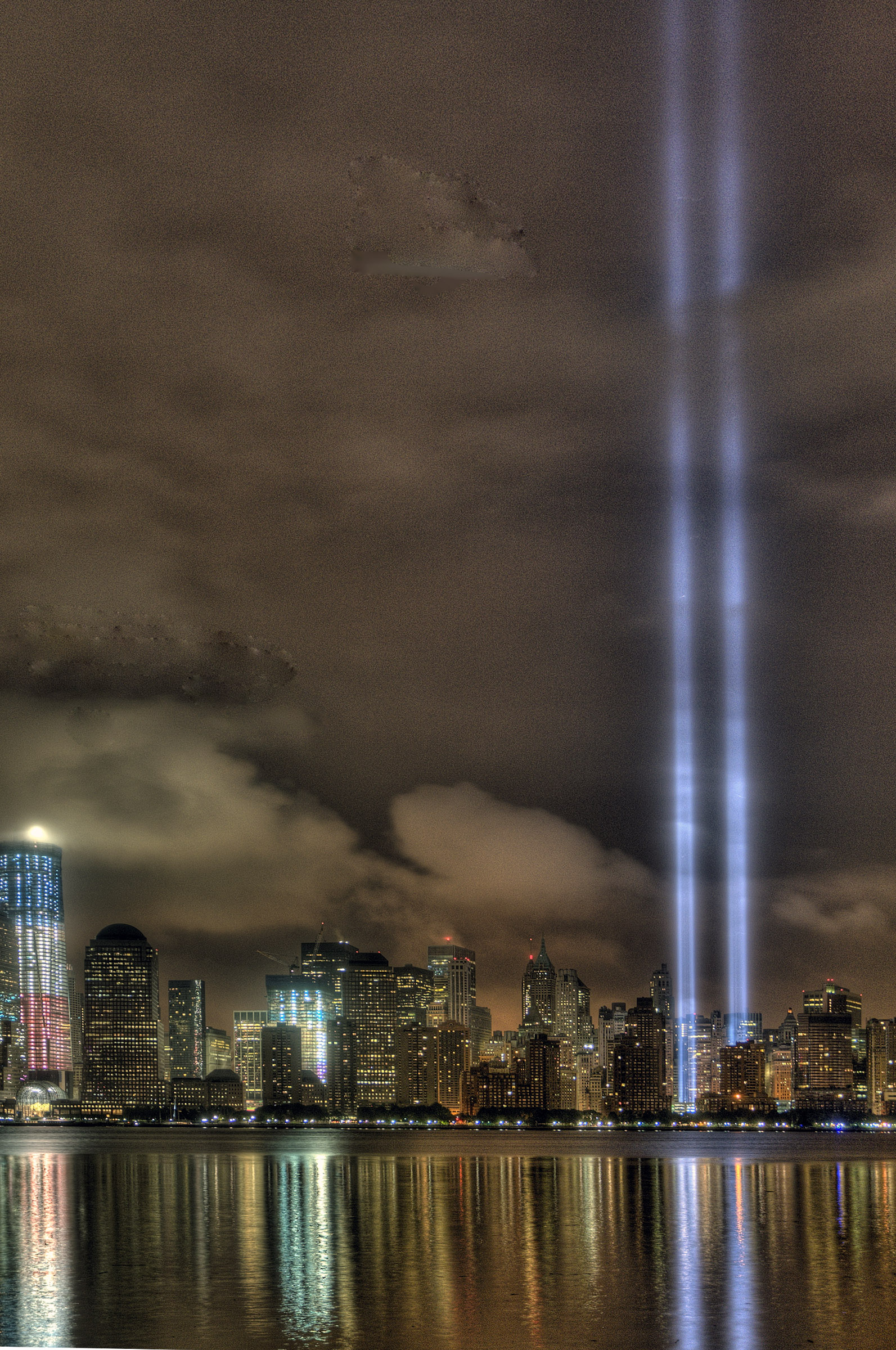
Il Tribute in Light l'11 settembre 2011, visto da Jersey City, New Jersey. In basso a sinistra è visibile il One World Trade Center decorato con i colori della bandiera statunitense (blu, bianco e rosso).

L'idea su tale progetto nacque nella settimana successiva al disastro. Gli architetti John Bennett e Gustavo Bonevardi del PROUN Space Studio presentarono il loro Project for the Immediate Reconstruction of Manhattan's Skyline, mentre gli artisti Julian LaVerdiere e Paul Myoda, che prima dell'11 settembre 2001 lavoravano al 91º piano della torre nord del World Trade Center, concepirono un progetto denominato Phantom Towers. A essi fu commissionato dal  The New York Times Magazine (allegato domenicale del The New York Times) di crearne un'immagine per la copertina del 23 settembre 2001.
Richard Nash Gould, un architetto di New York che faceva parte di un gruppo il cui ufficio a SoHo si trovava di fronte al World Trade Center, si presentò al Municipal Art Society con il progetto.
Il 19 settembre 2001, Philip K. Howard scrisse all'allora sindaco di New York Rudolph Giuliani, chiedendogli di considerare l'installazione di due fari giganti presso il luogo del disastro, proiettando le loro luci in cielo.

## Realizzazione

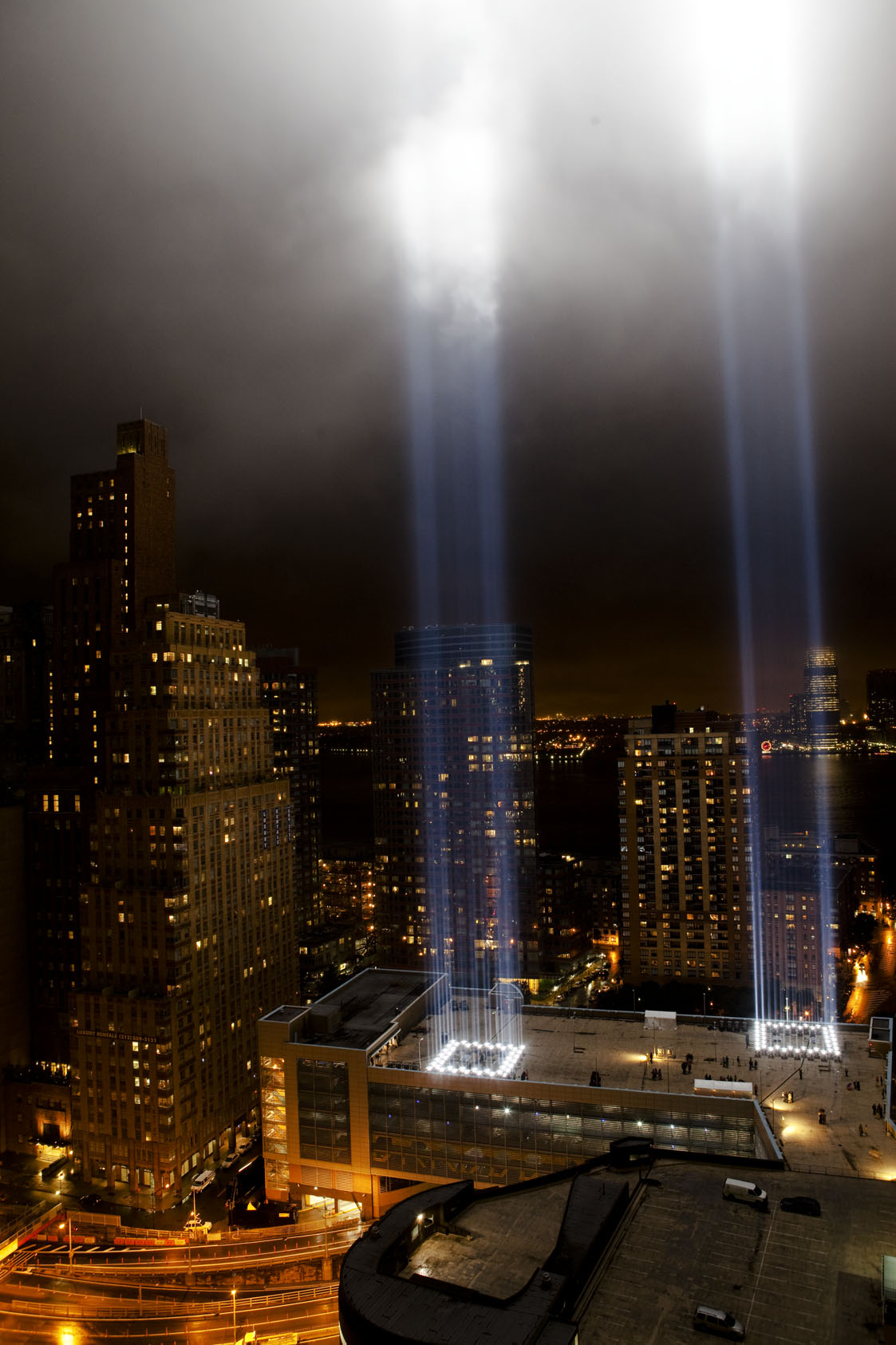
Tribute in Light, proiettata l'11 settembre 2009, presso il ProPublica office, sull'One Exchange Plaza.

Dopo diverse considerazioni si decise di contattare esperti di illuminazione specializzati in luci intense visibili a distanza. La scelta ricadde su un'azienda italiana, la Space Cannon di Fubine (AL), leader mondiale nello sviluppo di tecnologie per l'illuminazione, che fornì assistenza e supporto per l'installazione degli 88 fari necessari per la realizzazione del memoriale.
Inizialmente doveva chiamarsi Towers of Light ("Torri di luce"), ma i familiari delle vittime temevano che il nome enfatizzasse troppo il ricordo degli edifici distrutti anziché delle persone perite nell'attentato.
Nelle notti sgombre di nubi le colonne di luci emesse dai fari possono essere viste anche a circa 96 chilometri di distanza; sono visibili in tutta l'area di New York e in buona parte del New Jersey settentrionale, di Long Island, di Fairfield, di Westchester e di Rockland.
A partire dal 2008, i generatori del Tribute in Light sono alimentati con biodiesel ricavato da olio da cucina riciclato.